# Marinefliegerkommando
Das Marinefliegerkommando (MFlgKdo) ist eine Kommandobehörde der Marine, der die Marinefliegerkräfte unterstellt sind. Das Kommando ist, wie die Einsatzflottille 1 und Einsatzflottille 2, dem Abteilungsleiter Einsatz im Marinekommando in Rostock unterstellt.

## Geschichte und Gliederung
Das Marinefliegerkommando wurde am 8. Oktober 2012 in Nordholz bei Cuxhaven aufgestellt. Es übernahm die Aufgaben der im aufgelösten Flottenkommando angesiedelten Abteilung M Air (Marineflieger), dessen letzter Abteilungsleiter Kapitän zur See Horstmann auch erster Kommandeur des Marinefliegerkommandos war.
Der Stab des Marinefliegerkommandos hat etwa 70 Angehörige und gliedert sich in vier Abteilungen:
1. Personal
2. Operation/Einsatz
3. Technisch-logistische Betreuung und Betrieb
4. Grundsatz, Konzeption, Planung, Ausbildung

Dem Marinefliegerkommando sind das Marinefliegergeschwader 3 „Graf Zeppelin“ (MFG 3 „GZ“) und das Marinefliegergeschwader 5 (MFG 5) unterstellt, die beide mit rund 2.500 Soldaten sowie zivilen Mitarbeitern in Nordholz stationiert sind.
Im Marinefliegergeschwader 3 „Graf Zeppelin“ sind die Flächenflugzeuge der Marine zusammengefasst. Außerdem ist es für den Betrieb des Fliegerhorsts Nordholz verantwortlich. Zum Marinefliegergeschwader 5 gehören alle Hubschrauber der Marine. Es ist für SAR-Betrieb zuständig, wofür ihm zwei Außenstellen auf Helgoland und im Rostocker Stadtteil Hohe Düne (Marinestützpunkt Warnemünde) unterstehen.

## Kommandeure

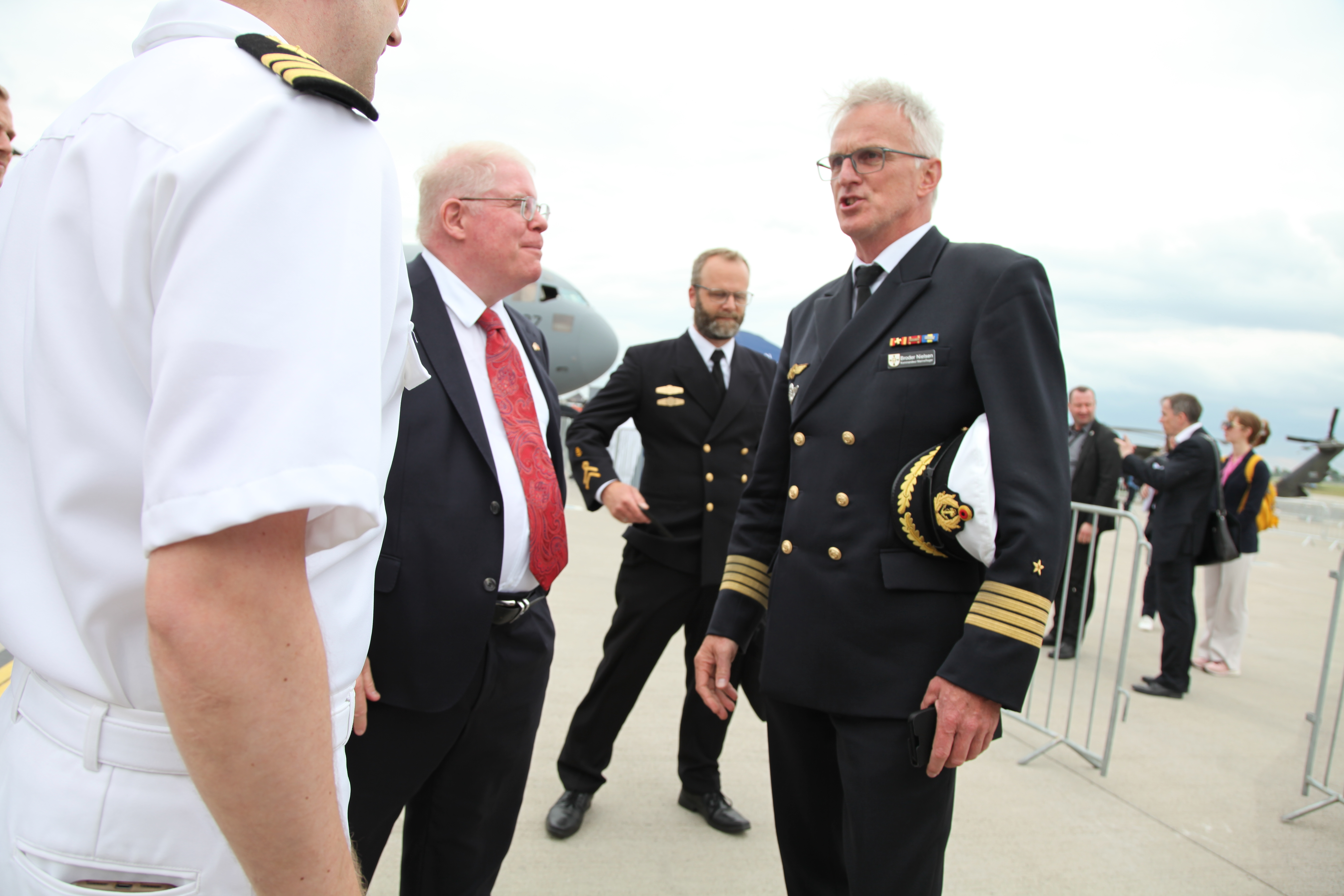
Kommandeur der Marineflieger Broder Nielsen auf der ILA 2024

| Nr. | Name                                      | Beginn der Amtszeit | Ende der Amtszeit |
| --- | ----------------------------------------- | ------------------- | ----------------- |
| 5.  | Kapitän zur See Broder Nielsen            | 18. November 2022   |                   |
| 4.  | Kapitän zur See Thorsten Bobzin           | 6. August 2018      | 18. November 2022 |
| 3.  | Kapitän zur See Matthias Michael Potthoff | 23. Juni 2016       | 6. August 2018    |
| 2.  | Kapitän zur See Hans-Jörg Detlefsen       | 6. Dezember 2013    | 23. Juni 2016     |
| 1.  | Kapitän zur See Andreas Horstmann         | 8. Oktober 2012     | 6. Oktober 2013   |